# Мали Сурдук
Мали Сурдук (рум. Surducu Mic) је насеље у општини Трајан Вуја, жупанија Тимиш, у Румунији.

## Историја
Када је 1797. године пописан православни клир Темишварске епархије у месту Сурдук су записана два православна свештеника. Били су то Поповићи: парох стари поп Дамаскин (рукоп. 1789) и његов помоћник капелан млади поп Тома. Поповићи су се служили само румунским језиком.